# Karim Aouadhi
Karim Ben Hassan Aouadhi (sinh ngày 2 tháng 5 năm 1986, ở Mégrine) là một cầu thủ bóng đá người Tunisia hiện tại thi đấu cho CS Sfaxien.

## Sự nghiệp
Aouadhi thi đấu ở Association sportive de Mégrine và năm 2007 gia nhập Club Africain. Ngày 5 tháng 9 năm 2008, Aouadhi đến theo dạng cho mượn ở câu lạc bộ UAE League Al-Wahda đến tháng 6 năm 2009 với giá 250 triệu dinar. Vào ngày 7 tháng 4 năm 2011, anh ký bản hợp đồng 2 năm cho câu lạc bộ Đức Fortuna Düsseldorf, nhưng hợp đồng đã bị hai bên hủy bỏ vì lý do ngôn ngữ vào ngày 27 tháng 12 năm 2011

### Bàn thắng quốc tế
Tỉ số và kết quả liệt kê bàn thắng của Tunisia trước.
| #  | Ngày                | Địa điểm                                  | Đối thủ | Tỉ số | Kết quả | Giải đấu                                     |
| -- | ------------------- | ----------------------------------------- | ------- | ----- | ------- | -------------------------------------------- |
| 1. | 15 tháng 6 năm 2015 | Sân vận động Mohamed V, Casablanca, Maroc | Maroc   | 1–0   | 1–1     | Vòng loại Giải vô địch bóng đá châu Phi 2016 |

## Danh hiệu
- Giải bóng đá hạng nhất quốc gia Tunisia: 2007–08